# Алюминаты
Алюмина́ты — соединения, образующиеся при действии щёлочи на свежеосаждённый гидроксид алюминия:
{\displaystyle {\mathsf {Al(OH)_{3}+NaOH\ {\xrightarrow {}}\ Na[Al(OH)_{4}]}}} (тетрагидроксоалюминат натрия)
{\displaystyle {\mathsf {Al(OH)_{3}+3NaOH\ {\xrightarrow {}}\ Na_{3}[Al(OH)_{6}]}}} (гексагидроксоалюминат натрия)
Алюминаты получают также при растворении металлического алюминия (или Al2O3) в щелочах:
{\displaystyle {\mathsf {2Al+2NaOH+6H_{2}O\ {\xrightarrow {}}\ 2Na[Al(OH)_{4}]+3H_{2}}}}
Тетрагидроксоалюминат-ион [Al(ОН)4]− существует в водных растворах. Алюминаты щелочных металлов хорошо растворимы в воде, их водные растворы вследствие гидролиза устойчивы только при избытке щёлочи. При сплавлении Al2O3 с оксидами металлов образуются безводные алюминаты, которые можно рассматривать как производные метаалюминиевой кислоты HAlO2; например, метаалюминат кальция Са(AlO2)2 может быть получен сплавлением Al2O3 с СаО. В природе встречаются алюминаты магния, кальция, бериллия: MgAl2O4 (шпинель), CaAl2O4, BeAl2O4 (минерал хризоберилл). Искусственные алюминаты с добавлением в качестве активаторов редкоземельных элементов являются люминофорами с длительным послесвечением и с большим накоплением энергии активации.
Эти соединения являются формульными и структурными аналогами природного минерала шпинели — MgAl2O4. Эффективная люминесценция в алюминатах обеспечивается введением в их кристаллическую решетку активаторов в виде редкоземельных элементов, к примеру двухвалентым европием в концентрации Eu+2 от 1·10−2 до 8 ат.%, или трёхвалентным церием в концентрации Се+3 от 1·10−2 до 5 ат.%. Изготовление алюминатных люминофоров носит тоннажный промышленный характер (как и цинксульфидных и кадмийсульфидных люминофоров); они находят довольно широкое применение в световой маркировке и оформительской деятельности.
Алюминат натрия — промежуточный продукт при получении окиси алюминия Al2O3, его используют в текстильной и бумажной промышленности для очистки воды. Порошковый метаалюминат натрия (NaAlO2) также используется в качестве добавки в строительные бетоны как ускоритель отвердевания: алюминат кальция — главная составная часть быстро твердеющего глинозёмного цемента. Алюминат железа(II) может использоваться как магнитный материал.
Получение:
Al2O3 + Na2O = 2NaAlO2
К алюминатам также относятся гранаты с формулой Me3Al5O12 (3MeAlO3·Al2O3) и перовскиты  с формулой MeAlO3, где Me — редкоземельные металлы. В качестве примеров можно привести иттрий-алюминиевый гранат (ИАГ,(YAG) Y3Al5O12, иттрий-алюминиевый перовскит (ИАП, YAP) YAlO3, лютеций-алюминиевый гранат (LuAG) Lu3Al5O12, лютеций-алюминиевый перовскит (LuAP) LuAlO3, церий-алюминиевый перовскит (САP) CeAlO3, иттрий-гадолиний-алюминиевый гранат (GAG) YGd3Al5O12 и др.